# Intersexualidad en África

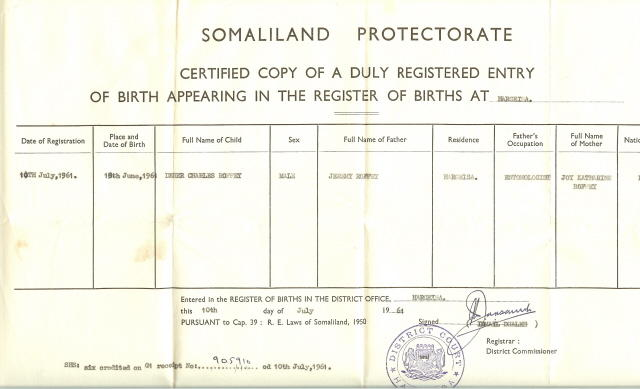
Certificado de nacimiento del Protectorado de Somalilandia, actualmente Somalia. Solo permite género masculino y femenino

El continente africano presenta una gran diversidad cultural, social y legislativa en torno a la intersexualidad, pero como norma general, las personas intersexuales en África se enfrentan a desafíos sociales y legales no experimentados por otros residentes. En muchas regiones, carecen de protección legal antes la discriminación,  la mutilación genital y pueden ser obligados a someterse operaciones estéticas, lo que puede resultarles traumatizante.
Un informe del relator especial de la ONU sobre la tortura y otros tratos o penas crueles, inhumanos o degradantes confirma que las cirugías de «normalización» genital se están llevando a cabo y condena el procedimiento:

Los niños que nacen con características sexuales atípicas a menudo son sometidos a una asignación irreversible de sexo, esterilización involuntaria, cirugía de «normalización» genital involuntaria, realizada sin su consentimiento informado, o que de sus padres, «en un intento de fijar su sexo», dejándoles con una infertilidad permanente e irreversible y causándoles un grave sufrimiento mental.

## Legislación
En general, no existe legislación específica sobre la intersexualidad. En casi la totalidad de los países, los certificados de nacimiento obligan a indicar un sexo masculino o femenino a los recién nacidos. En algunos casos donde los genitales son ambiguos, no se ha emitido un certificado, convirtiendo a estos bebés en personas apátridas. Como la mayoría de estos países no permiten el cambio de sexo registral, una identificación errada al nacer se convierte en permanente. Esta situación legal ha dado lugar a varios incidentes:

I had an encounter in a bank. My ID still recognises me as a female. I gave my ID to the teller. Instead of that teller to serve me, the teller raised an alarm to the security team, saying there is someone here trying to fraud or maybe impersonate. The police came. They did not give me a chance to explain. They started beating me up. When they were beating me up there was a lady who restrained them that is how they stopped. I tried to explain to them that I was intersex and they wanted proof for that. I had to be searched and that meant removing my clothes. It was dehumanising but I could not report that to anyone because even if I try to report they will still want me to prove that indeed I am intersex.
Tuve un econtronazo en el banco. Mi documento de identificación me reconoce como mujer. Se lo di al banquero. En vez de atenderme, dio la alarma a seguridad, diciendo que había algún tipo de fraude o suplantación. La policía llegó. No me dieron ninguna oportunidad de explicarme. Me empezaron a pegar. No pararon de pegarme hasta que una mujer los retuvo. Intenté explicarles que era intersexual y me pidieron pruebas. Me cachearon y me quitaron la ropa. Fue inhumano pero no pude reportarlo porque, aunque intente reportarlo, me exigirán demostrar que, efectivamente, soy intersexual
Ryan Muiruri Wangui, miembro de la IPSK (Sociedad de personas intersexuales de Kenia)

El único marco legislativo al que las personas intersexuales se pueden acoger en el resto de países es —de existir— al creado para las personas transexuales para subsanar la identificación de género realizada por doctores al nacer. Sin embargo, esto conlleva otros problemas, ya que ambos colectivos no se enfrentan a los mismos obstáculos, y por tanto algunas organizaciones piden legislación específica. Ningún país africano ha prohibido las cirugías realizadas sin consentimiento y solo unos pocos las ha desaconsejado.
Existen, sin embargo, unos países que sí contemplan la existencia de las personas intersexuales en sus códigos legales:

### Uganda
Desde 2015 se puede cambiar el sexo documental de un bebé «hermafrodita» de masculino a femenino o de femenino a masculino con el consentimiento de un médico tras haberle realizado una cirugía.

### Kenia
En 2010, una persona denunció al gobierno porque se le impidió votar al no tener un certificado de nacimiento y se dictaminó que las personas intersexuales eran las únicas responsables de registrar su propio nacimiento. En 2014, un juez obligó al gobierno a otorgar un certificado de nacimiento a una persona de cinco años con «genitales ambiguos», en el que los doctores escribieron «?» en la casilla del sexo. En 2019, se añadió la categoría intersex al censo y en 2025 se permitieron registrar nacimientos con el sexo intersex.

### Sudáfrica
En Sudáfrica, el Promotion of Equality and Prevention of Unnfair Discrimination (en español: Decreto para la protección de la igualdad y la prevención de discriminación injusta) del año 2000 fue modificado en 2005 para incluir a las personas intersexuales. En ningún caso se contempla un tercer género.

'intersex' means a congenital sexual differentiation which is atypical, to whatever degree; 'sex' includes intersex;
«intersexual» significa una diferenciación sexual congénita que es atípica, en cualquier grado; «sexo» incluye [a las personas] intersexuales;
Decreto para la promoción de la igualdad y prevención de la discriminación injusta, capítulo 1: definiciones.

## Percepción cultural

### Norte de África
En el norte de África, la mayoría de países son islamistas. En esta religión, las personas intersexuales son denominadas khunsa o khunta. La ley islámica obliga a determinar lo más rápido posible el sexo de los recién nacidos, en caso de ambigüedad, se elige el sexo correspondiente al genital por el que el bebé orina primero. En el Islam, la herencia que reciben las personas depende estrictamente de su género. Según varias corrientes islámicas, como el salafismo, si el intersexual es «problemático», no podrá casarse  y se enfrentará a problemas para heredar. Además, la jurisprudencia islámica determina que una persona intersexual no puede estar a solas con nadie que no sea de su familia.

### África Occidental
En muchos países de África Occidental, prevalecen creencias muy rígidas sobre el género. Por ejemplo, en lugares como Nigeria, la intersexualidad es considerada como «un mal presagio» que debe ser corregido mediante una cirugía para «normalizar» a los recién nacidos. En Ghana, algunas comunidades —como el pueblo akan— poseen una visión binaria del género fruto de la tradición cristiana, islámica y de las religiones locales.

### África Central

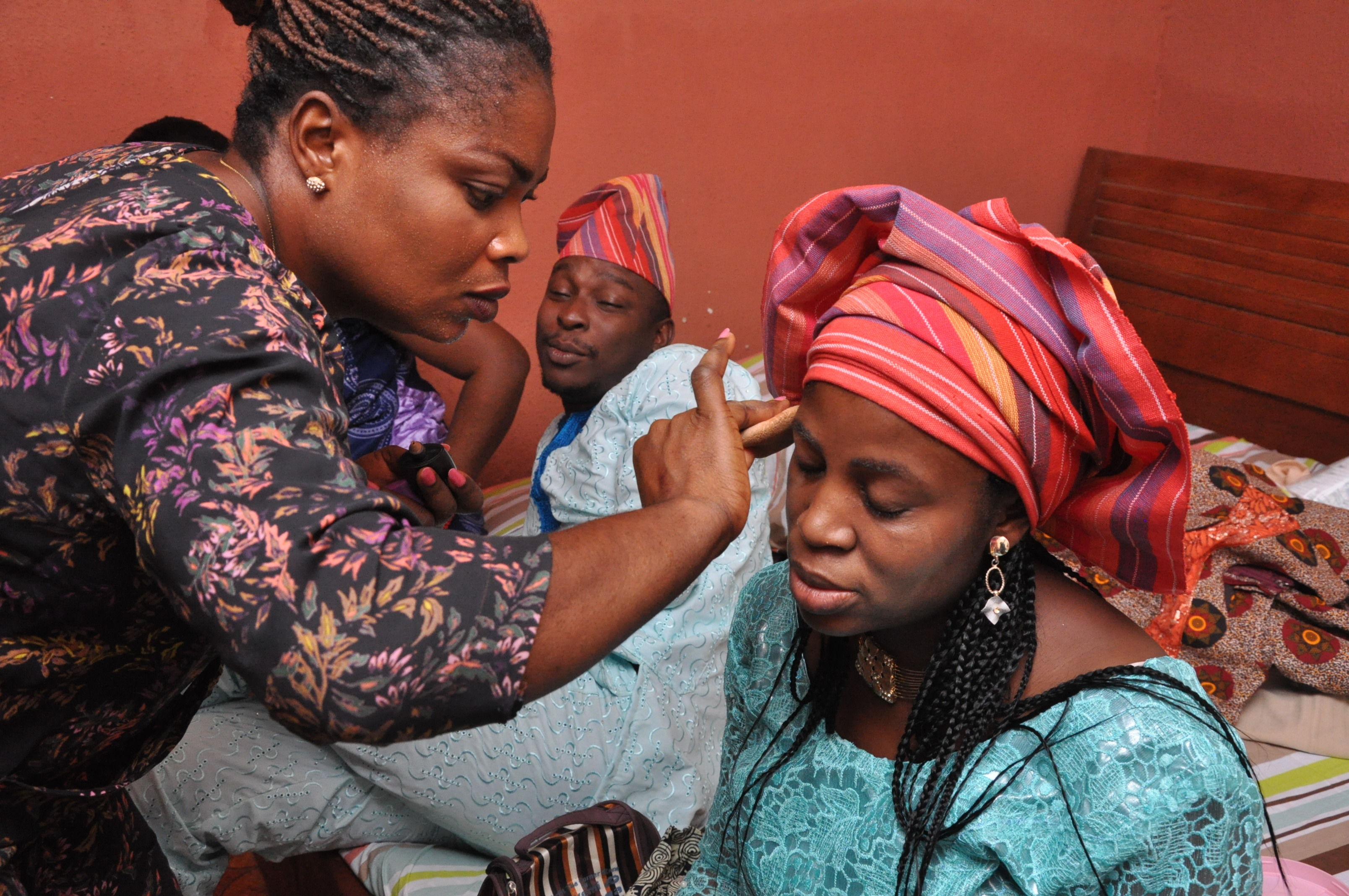
Una mujer se maquilla antes de la ceremonia en la que se nombrará a su hijo. Si el padre se niega a nombrar su hijo, este es expulsado de su familia.

En ciertas culturas de África Central se cree que los niños intersexuales son brujas o víctimas de brujería y su nacimiento se ve como un castigo hacia la madre. Los padres —para evitar ser expulsados de su comunidad— pueden llegar a abandonar a sus hijos.
En el pueblo ganda, originario de Uganda, negarse a nombrar a un hijo supone expulsarle del linaje, y por tanto de la familia. En un caso, un padre se negó a nombrar a un hijo, alegando «el bebé no es ni un niño ni una niña». En Kenia y Tanzania, donde el 95% de sus habitantes es cristiano o musulmán, se ha llegado a tachar a la intersexualidad como una perversión sexual. Según fuentes oficiales, Kenia —uno de los pocos países que permite inscribir a bebés como intersex— solo el 0,003% de sus habitantes lo es; sin embargo, según las Naciones Unidas, el 1,7% del planeta son intersexuales.

### África A-ustral
Aunque en el sur de África —especialmente en Sudáfrica— los marcos legales son relativamente modernos, buena parte de la sociedad se rige por los valores y creencias tradicionales. Así, según testimonios de personas intersexuales, no existe ningún término para esta realidad en zulú, xhosa o tsonga. En el pasado reciente, los doctores presionaban para operar a bebés «genitales ambiguos». En algunas comunidades rurales de Zimbabue se han dado casos de abandono de bebés intersexuales. Se han dado casos de acoso hacia menores por parte de sus familias extendidas, en los que se obligaba a los niños a enseñar sus genitales, que eran objeto de burla.

## Activismo
En los años 2010 han surgido varias organizaciones que defienden los derechos de las personas intersexuales en el conteniente, como Intersex Nigeria, fundada por Obioma Chukwuike en 2019 con el objetivo de afrontar los «obstáculos sistémicos y estigmas sociales» a los que «se enfrenta» la comunidad; en Kenia, la Sociedad de Personas Intersexuales (IPSK) logró la inclusión de la categoría intersex en el censo del país; en Uganda la Iniciativa de Apoyo a las Personas con Desórdenes Congénitos ha asistido a más de 1400 personas intersexuales; en Sudáfrica, existen muchas de ámbito local; y en Zimbabue, en 2020 se creó la Intersex Advocate Trust.
En el resto de países, el activismo intersexual se incluye dentro del paraguas LGTBI. Sin embargo, debido a los problemas legales a los que se enfrenta el colectivo, sobre todo en los países islámicos, hay regiones sin activismo intersexual.